# 響鈴卷

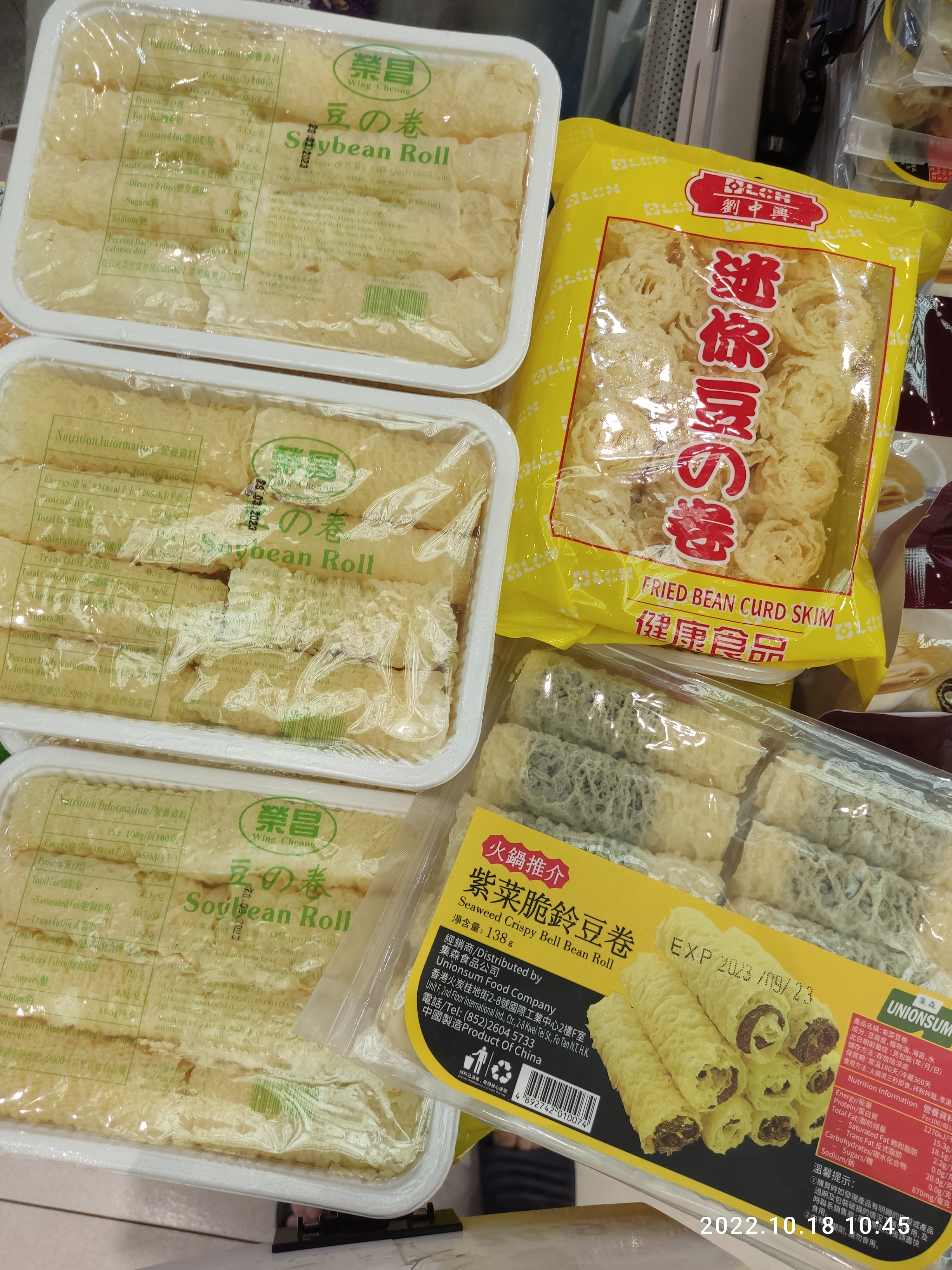
在香港市面售賣的響鈴卷

響鈴卷，又稱炸響鈴，簡稱響鈴，是一種由腐皮製作的食品，將腐皮捲起再進行油炸，使其變得香脆，便可以食用。一般的響鈴卷只是用腐皮捲成，並沒有餡料，除了直接食用，也常被作為火鍋的配料。由於腐皮在滾燙的湯汁中容易被煮爛，因此用於火鍋的響鈴卷，須要使用較厚的腐皮製作。另一方面，也可在製作響鈴卷時加入海苔、肉碎、蝦仁等，成為有餡料的響鈴卷，這種響鈴卷可作為一道鎹菜。

## 高脂肪問題
響鈴卷是一種熱門的火鍋配料，不過響鈴卷是油炸食品，本身已較為油膩及高脂肪，放入火鍋湯底後，響鈴卷還會吸收湯汁中的油脂，使脂肪含量更高，過量進食會增加患上冠心病的風險，而且製作響鈴卷需要大量食用油，由於成本關係不會經常更換已使用的食用油，坊間的響鈴卷常以「萬年油」製成，常吃會有損健康。